# Szantaż
Szantaż (fr. chantage) – przestępstwo przeciwko wolności, polegające na próbie zmuszenia osoby do określonego działania lub zaniechania pod groźbą bezprawną zastosowania przemocy lub ujawnienia pewnych, częściowo lub w pełni prawdziwych informacji, których ujawnienie byłoby w opinii szantażującego dużą dolegliwością dla ofiary.
Według polskiego prawa karnego na definicję groźby bezprawnej składa się między innymi groźba rozgłoszenia wiadomości uwłaczającej czci zagrożonego lub osoby jemu najbliższej, przy czym nie jest ważne czy sama „wiadomość” jest prawdziwa czy nie.
Szantażu nie należy mylić z przestępstwem pomówienia, czyli rozpowszechniania nieprawdziwych informacji, które może mieć miejsce także w sytuacji „zemsty” przestępcy na ofierze, która nie spełniła żądań przestępcy.

## Polskie prawo
Kodeks karny nie posługuje się pojęciem szantażu, stosuje pojęcie „zmuszenia innej osoby do określonego działania”, które ma szerszy zakres pojęciowy niż szantaż w tradycyjnym znaczeniu tego słowa, gdyż obejmuje też stosowanie przemocy.

Art. 191 § 1. Kto stosuje przemoc wobec osoby lub groźbę bezprawną, zmusza ją lub inną osobę do określonego działania, zaniechania lub znoszenia,

podlega karze pozbawienia wolności do lat 3.

§ 1a. Tej samej karze podlega, kto w celu zmuszenia innej osoby do 
określonego działania, zaniechania lub znoszenia stosuje przemoc innego 
rodzaju uporczywie lub w sposób istotnie utrudniający innej osobie 
korzystanie z zajmowanego lokalu mieszkalnego.

Typem kwalifikowanym tego przestępstwa, zagrożonym surowszą karą, jest próba uzyskania zwrotu wierzytelności (w języku potocznym długu) za pomocą szantażu, nawet jeżeli samo roszczenie o zwrot wierzytelności jest zgodne z prawem, to ta metoda "odzyskiwania długu" jest nadal przestępstwem.

Art. 191 § 2. Jeżeli sprawca działa w sposób określony w § 1 w celu wymuszenia zwrotu wierzytelności

podlega karze pozbawienia wolności od 3 miesięcy do lat 5.